# Henriette Fürth
Henriette Fürth (* 15. August 1861 in Gießen; † 1. Juni 1938 in Bad Ems) war eine deutsche Frauenrechtlerin, Publizistin, Soziologin und Sozial- und Kommunalpolitikerin der SPD.

## Leben und Wirken
Fürth wurde als älteste Tochter des jüdischen Holzhändlers Siegmund Katzenstein und seiner Frau Sophie geb. Loeb, in Gießen geboren. Sie stammte väterlicherseits aus dem Geschlecht der Hohepriester. Es war eine gutbürgerliche Familie, die sich trotz äußerlicher Assimilation zum Judentum bekannte. Sie war die Lieblingstochter ihres Vaters. Sie orientierte sich an dessen liberaler Gesinnung: Ludwig Börne und die Frankfurter Zeitung prägten ihr Denken. Der Sozialist Simon Katzenstein war ihr Bruder.
Sie besuchte das Lehrerinnenseminar der Frankfurter Elisabethenschule, aber ihr Vater untersagte ihr ein weiteres Studium, weil er für sie als Jüdin keine Aussicht auf eine Anstellung sah. Sie heiratete im Jahr 1880 den sieben Jahre älteren Vetter ihrer Mutter Wilhelm Fürth. Im Jahr 1885 zog die Familie nach Frankfurt am Main. Dort betrieb Henriette Fürth Studien an der volkswirtschaftlichen Sektion des Freien Deutschen Hochstifts und begann 1890 ihr soziales, wissenschaftliches und publizistisches Engagement. Ihr Mann ist in der Wählerliste von 1910 der relativ liberalen Israelitischen Gemeinde eingetragen.
Henriette Fürth galt als eine Vertreterin der proletarischen, an der SPD orientierten Frauenbewegung.  Dabei hatte sie sich bereits 1896 als Gegenspielerin Clara Zetkins positioniert, indem sie sich gegen die prinzipielle Trennung von bürgerlicher und proletarischer Frauenbewegung aussprach.
Fürth selbst lebte in gutbürgerlichen Verhältnissen mit zeitweise zwei Hausbediensteten. Als ihr Mann im Jahr 1901 mit seiner Lederwarenhandlung in Konkurs ging und eine Stellung als Wohnungsinspektor und bezahlter Sekretär im Israelitischen Hilfsverein annahm, begann Henriette Fürth zum Broterwerb in der „Zentrale für private Fürsorge“ und als Referentin und Publizistin zu arbeiten.
Sie veröffentlichte, anfangs unter dem Pseudonym Gertrud Stein, insgesamt etwa 200 Aufsätze und 30 eigenständige Schriften zu den sozialpolitischen Themen jener Tage – insbesondere zur sozialen Situation der Frauen im Erwerbsleben und zu Themen der Sexualmoral und -hygiene – sowie je einen Band mit Erzählungen und Gedichten. In den Jahren von 1897 bis 1915 erschienen 13 ihrer Aufsätze in den Sozialistischen Monatsheften. Von 1901 bis 1907 berichtete sie dort außerdem in der Rundschauspalte „Frauenbewegung“ über die Entwicklung der Frauenbewegung im In- und Ausland. Ihre letzte größere Publikation war 1929 „Die Regelung der Nachkommenschaft als eugenisches Problem“. Geprägt durch die Diskussion des Neo-Malthusianismus hatte sie zwar stets die Bedeutung sozialpolitischer Maßnahmen zur Hebung der Volksgesundheit betont. Zuletzt konnte sie sich jedoch neben der rationalen Anwendung moderner Verhütungsmittel und der Ausstellung vorehelicher Gesundheitszeugnisse „in ganz besonders gearteten Ausnahmefällen“ auch die Sterilisation sogenannter „Erbkranker“ vorstellen.

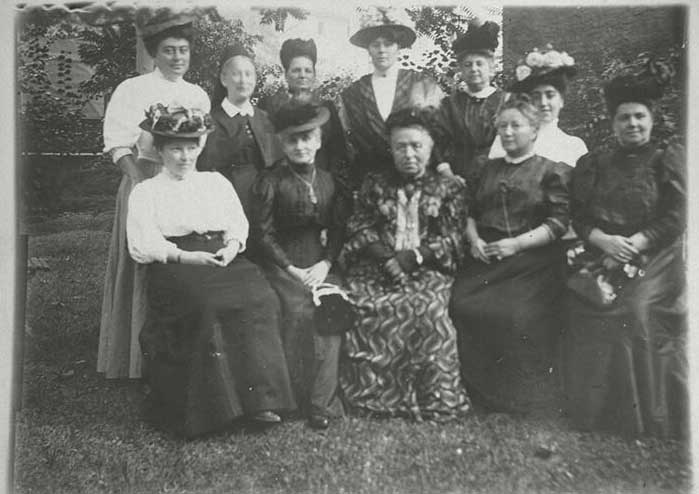
Der erste Vorstand des Vereins „Weibliche Fürsorge“ in Frankfurt a. M., 1904 (Henriette Fürth = vordere Reihe, zweite v. rechts)

Henriette Fürth trat nicht nur als Rednerin auf, sondern begründete auch im Jahr 1901 mit Bertha Pappenheim den Verein „Weibliche Fürsorge“. 1905 war sie Gründungsmitglied der Berliner Ortsgruppe des Bundes für Mutterschutz. Sie war Mitglied der Deutschen Gesellschaft zur Bekämpfung der Geschlechtskrankheiten. Als erste Frau wurde sie in die Deutsche Gesellschaft für Soziologie aufgenommen. Im Ersten Weltkrieg betrieb sie gemeinsam mit ihren Töchtern eine Küche für die arme Bevölkerung.
Henriette Fürth lebte in dem Spannungsfeld von jüdischem Glauben, sozialistischer Überzeugung und einem bürgerlichen Lebensstil. Sie hat sich nicht nur gegen Diskriminierungen gewandt, sie hat sie vielfach auch von vermeintlich fortschrittlichen Gleichgesinnten erfahren. Henriette Fürth wandte sich insbesondere gegen die Diskriminierung von Juden, Frauen und Arbeitern. Sie war seit 1896 Mitglied der SPD und für diese Partei von 1919 bis 1924 Mitglied in der Frankfurter Stadtverordnetenversammlung. Sie arbeitete im Finanzausschuss, in der Deputation für das Schul- und Gesundheitswesen und im Lebensmittelamt und richtete eine kostenlose Rechtsberatungsstelle ein. Sie engagierte sich im Frankfurter Institut für Gemeinwohl und bei der sozialistischen Arbeiterwohlfahrt. 1931 erhielt sie die Ehrenplakette der Stadt Frankfurt am Main und die Ehrenurkunde der Universität Frankfurt am Main.
Nach der Machtübernahme der Nationalsozialisten 1933 wurde sie aller Ämter enthoben und erhielt Berufsverbot. Bis zu ihrem Tod im Juni 1938 lebte sie zurückgezogen; das letzte Lebensjahr bei ihrem Schwiegersohn, dem Bezirksrabbiner Friedrich Laupheimer (1890–1965) in Bad Ems. Sechs ihrer Kinder gelang die Auswanderung nach Palästina und England. Ihre Töchter Else (* 1881) und Marie Anna (* 1884), die bereits vor dem Ersten Weltkrieg die Gebrüder Eduard und Henri Adelaar aus Deventer geheiratet hatten, wurden 1944 in Auschwitz ermordet.

## Ehrungen
- Nach Henriette Fürth ist eine Straße in Frankfurt-Schwanheim benannt.
- Die Henriette-Fürth-Straße in Gießen ist nach ihr benannt.
- An ihrem siebzigsten Geburtstag 1931 wurde sie mit der Ehrenplakette der Stadt Frankfurt am Main und einer Ehrenurkunde der Universität Frankfurt ausgezeichnet.
- Das neue Haus der SPD-Geschäftsstelle in Gießen, Grünberger Straße 140, trägt seit dem 27. Januar 2007, dem Jahrestag der Befreiung des KZ Auschwitz, ihren Namen.

## Henriette-Fürth-Preis
Seit 2004 wird jährlich von dem gFFZ, dem Gender- und Frauenforschungszentrum der Hessischen Hochschulen, der Henriette Fürth-Preis verliehen. Mit dem Henriette-Fürth-Preis wird die beste Bachelor- oder Masterarbeit eines Jahrgangs zur Genderthematik an hessischen Hochschulen ausgezeichnet. Der Preis ist mit 500 Euro dotiert. Er dient der gezielteren Förderung besonders qualifizierten wissenschaftlichen Nachwuchses.

## Schriften (Auswahl)

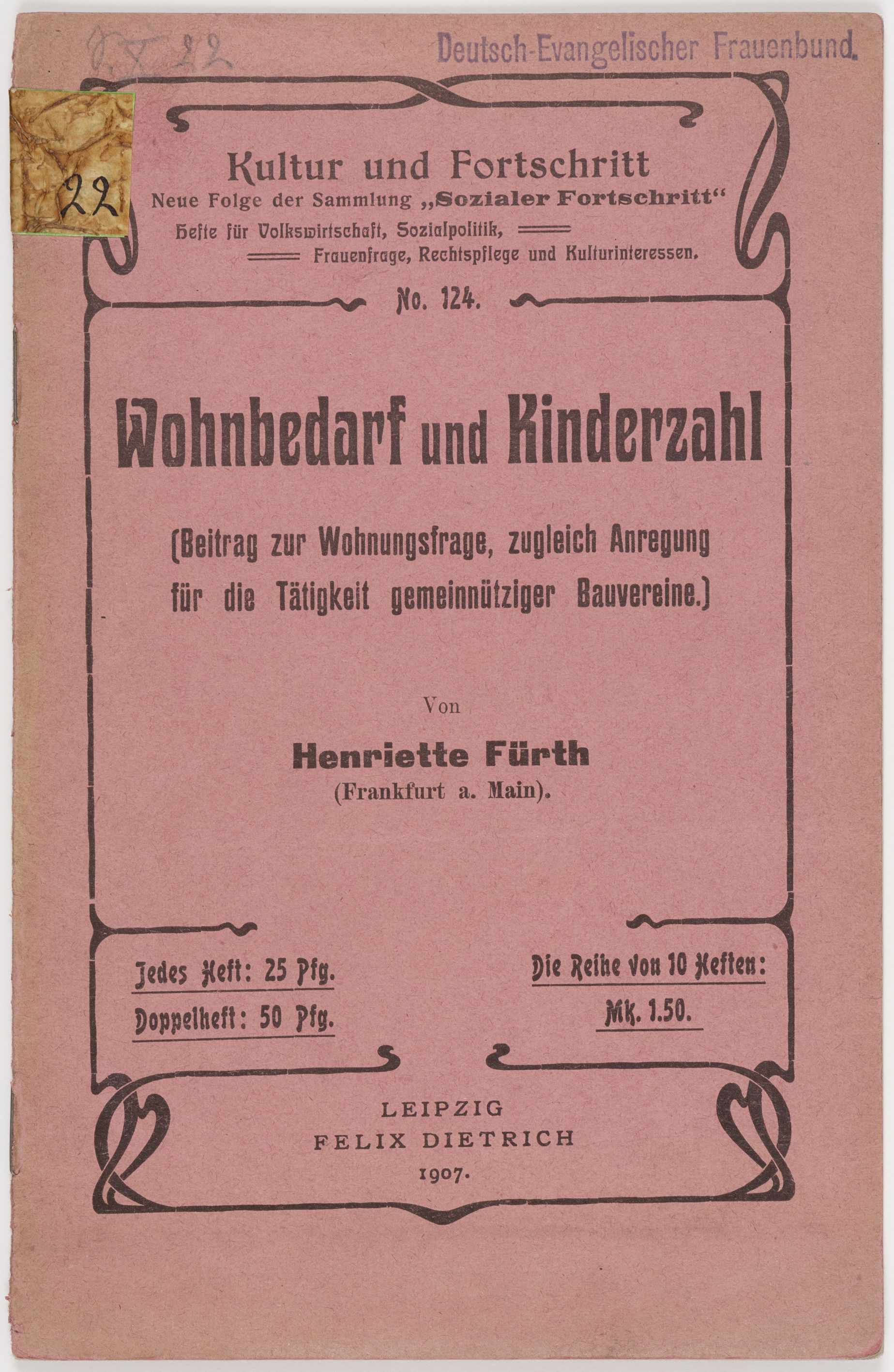
Titelblatt von Wohnbedarf und Kinderzahl (1907)

- Die Fabrikarbeit verheirateter Frauen, Frankfurt a. M. 1902.
- Die geschlechtliche Aufklärung in Haus und Schule, Leipzig 1903.
- Kulturideale und Frauentum, Leipzig 1906.
- Wohnbedarf und Kinderzahl. Beitrag zur Wohnungsfrage, zugleich Anregung für die Tätigkeit gemeinnütziger Bauvereine. Leipzig 1907.
- Die Berufstätigkeit des weiblichen Geschlechts und die Berufswahl der Mädchen, Leipzig 1908.
- Die Mutterschaftsversicherung, Jena 1911.
- Staat und Sittlichkeit, Leipzig 1912.
- Kleines Kriegskochbuch. Ein Ratgeber für sparsames Kochen, Frankfurt a. M., 1915.
- Die Bekämpfung der Geschlechtskrankheiten als bevölkerungspolitisches, soziales, ethisches und gesetzgeberisches Problem, Frankfurt a. M. 1920.
- Das Bevölkerungsproblem in Deutschland, Jena 1925.
- Die Regelung der Nachkommenschaft als eugenisches Problem. (Schriften zur Psychologie und Soziologie von Sexualität und Verbrechen, Bd. 2). Stuttgart 1929.
- Streifzüge durch das Land eines Lebens – Autobiographie einer deutsch-jüdischen Soziologin, Sozialpolitikerin und Frauenrechtlerin (1861-1938), Schriften der Kommission für die Geschichte der Juden in Hessen XXV, Wiesbaden 2010, ISBN 978-3-921434-30-7.